# Аманов, Кистаубай
Кистаубай Аманов (каз. Қыстаубай Аманов; род. 1932, село Шардара — 2016) — бригадир совхоза «Пахтаарал» Пахтааральского района Чимкентской области, Казахская ССР. Герой Социалистического Труда (1981).

## Биография
Родился в 1932 году в селе Шардара (ныне — город). Трудовую деятельность начал 9-летним подростком в 1941 году. Трудился на хлопковых полях совхоза «Пахтаарал» Пахтааральского района. В 1961 году возглавил бригаду в том же совхозе. В 1970 году окончил совхоз-техникум по подготовке агрономов.
Бригада Кистаубая Аманова ежегодно перевыполняла план по сбору хлопка. Указом Президиума Верховного Совета СССР от 19 февраля 1981 года за выдающиеся успехи, достигнутые в выполнении планов и социалистических обязательств по продаже государству в 1980 году миллиарда пудов зерна и перевыполнении планов десятой пятилетки по производству и закупкам хлеба и других сельскохозяйственных продуктов удостоен звания Героя Социалистического Труда с вручением ордена Ленина и золотой медали «Серп и Молот».

## Награды
- Орден Ленина — дважды
- Орден Трудового Красного Знамени